# Božidar Beravs
Božidar »Božo« Beravs, slovenski hokejist, * 24. december 1948, Jesenice.
Po končani osnovni šoli na Jesenicah, se je preselil v Ljubljano, kjer je bil dolgoletni član kluba Olimpija Hertz. Za jugoslovansko reprezentanco je nastopil na Olimpijskih igrah 1972 v Saporu in 1976 v Innsbrucku. 
Tudi njegov brat Slavko je bil hokejist.
Leta 2012 je bil sprejet v Slovenski hokejski hram slavnih za leto 2008.